# Łabajowa (Bębło)
Łabajowa – skała na Wyżynie Olkuskiej w miejscowości Bębło w województwie małopolskim, w powiecie krakowskim, w gminie Wielka Wieś. Jest to pojedynczy ostaniec wierzchowinowy o wysokości około 460 m n.p.m., wznoszący się w centrum wsi, przy ul. Łabajowej. Na szczycie zamontowano metalowy krzyż, a u podnóży wiatę dla turystów. Od 1970 roku skała ta ma status pomnika przyrody.
Łabajowa jest dobrym punktem widokowym. Dzięki temu, że jest to skaliste i bezleśne wzgórze, panorama widokowa obejmuje cały horyzont. Widoczny jest m.in. Kraków, a przy dobrej widoczności nawet Tatry.
W miejscowości Bębło jest jeszcze druga skała o takiej samej nazwie. Znajduje się w Dolinie Będkowskiej i jest w niej Jaskinia Łabajowa.

## Galeria

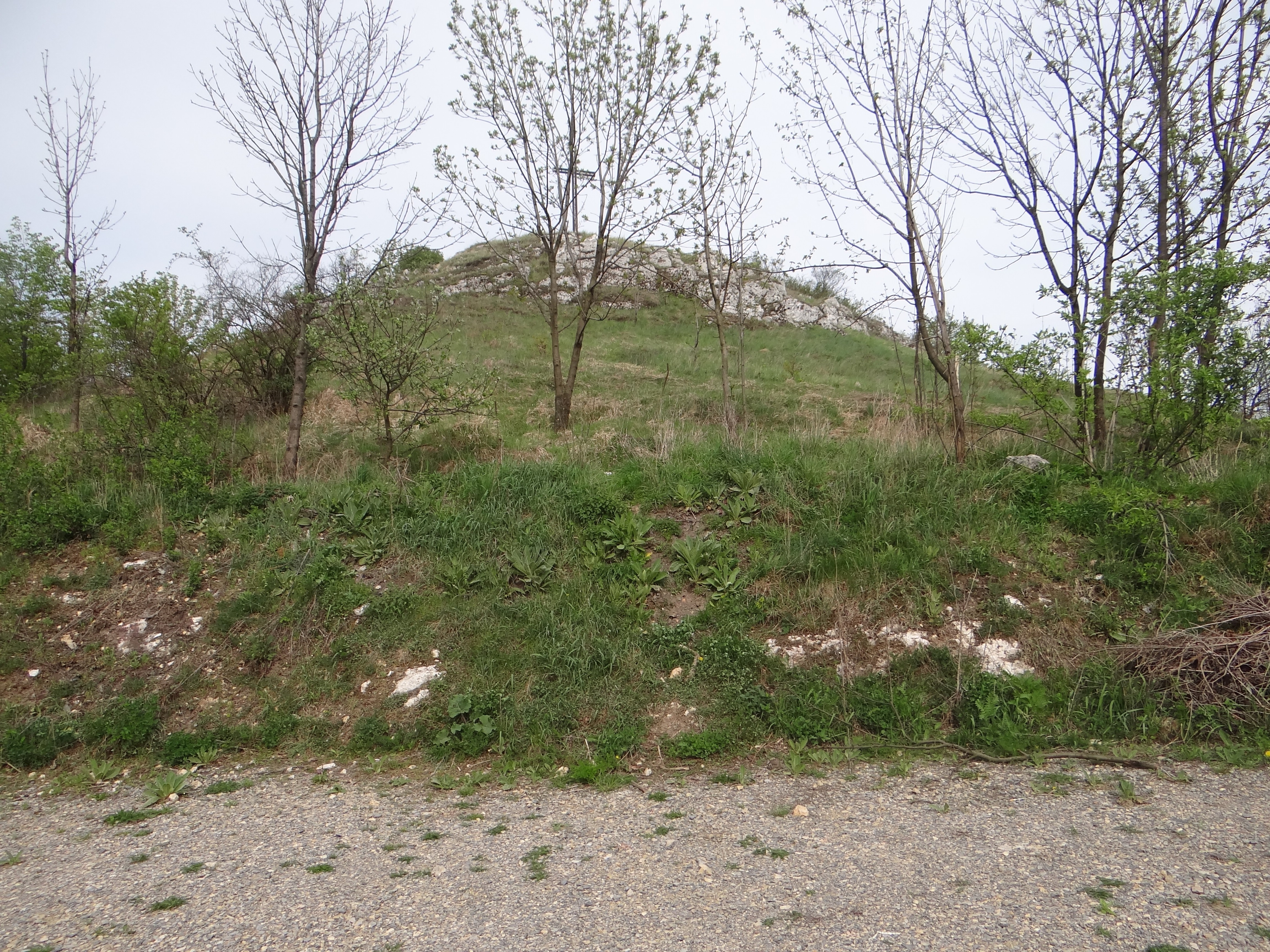
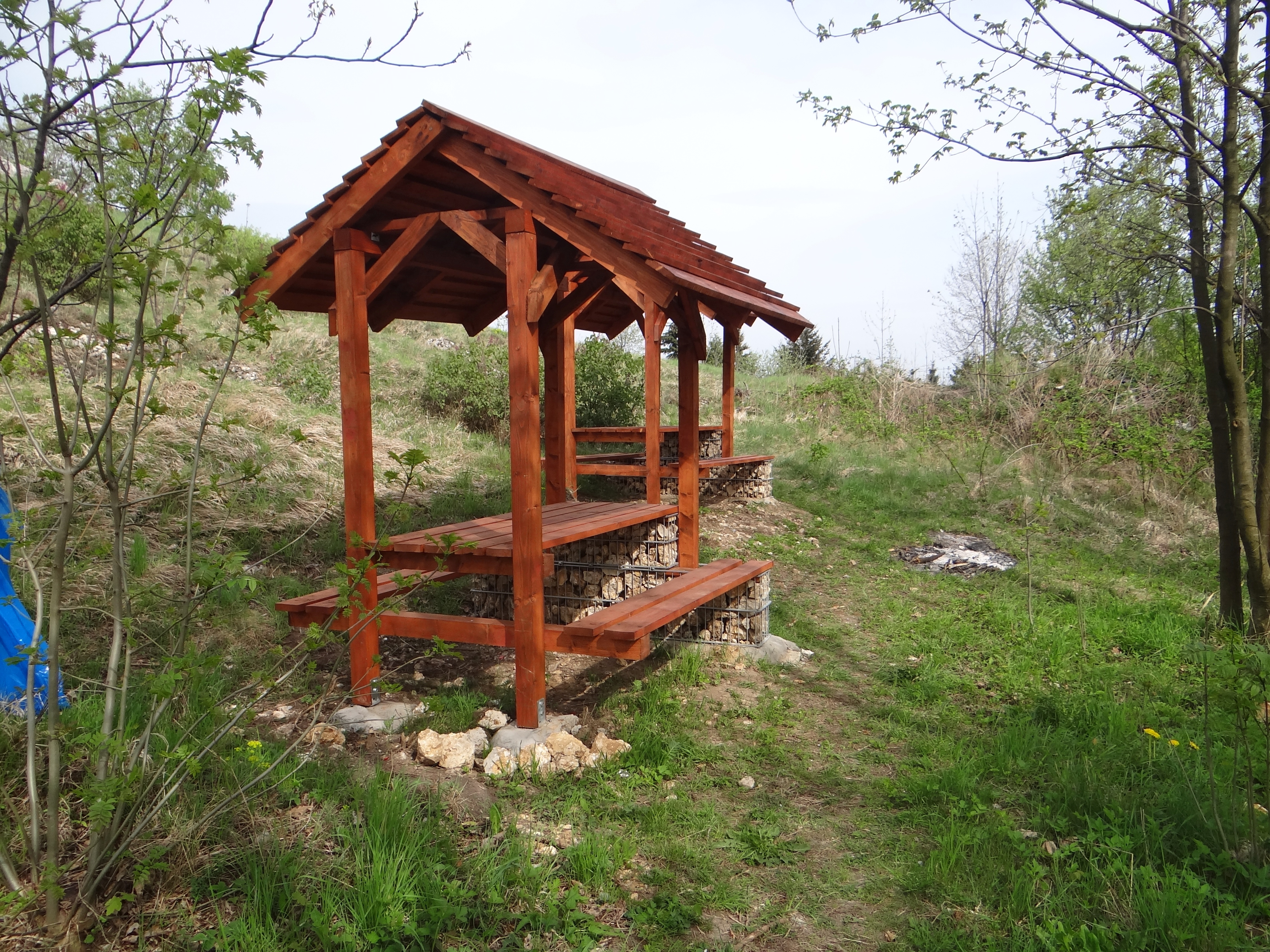